# Belontiidae
Belontiidae é uma família de peixes da subordem Anabantoidei.